# アルティメット・タック・ボール
アルティメット・タック・ボール（英: Ultimate Tak Ball）は、球技の一種。UTBと略される。
「体格差による有利不利をなくす」ために、すべてのプレーヤーがスタンガンを所持しており（電流は警察仕様と比べて10分の1程度の、3.5mA）、それを用いた妨害プレーが許されているのが特徴。

## 沿革
アルティメット・テーザー・ボール（英: Ultimate Tazer Ball）とも呼ばれる（「テーザー」はスタンガンのこと）。
Leif Kellenberger、Eric Prum、Erik Wunschの3人によって考案されたという。
2012年3月2日には、タイのバンコクで、エキシビションマッチが開かれた。

## ルール
試合は4対4のチーム戦で、室内フットサル場などでおこなわれる。
3ピリオド制（1ピリオドは7分間）で、24インチ（約60cm）のメディシンボールを、相手ゴールに入れると得点となる（ボールは基本的に手で扱い、キックは禁止））。
基本的にボール保持者からボールを奪う際、また保持者以外の守備側に対してのみスタンガンを使用することが許されているが、各ゴールの前にはShock Zoneと呼ばれる半円状のサークルがあり、その中においては攻撃側・守備側問わず、あらゆるプレーヤーに対してスタンガンを使用することが可能になる（ボール保持者のスタンガン使用及び、倒れ込んでいるプレーヤーに対するスタンガンの使用は禁止）。